# 尖叫
參數所指定的目標頁面不存在，建議更正成存在頁面或直接建立下列一個頁面（建立前請先搜尋是否有合適的存在頁面可以取代）：
- 尖叫 (饮料品牌)

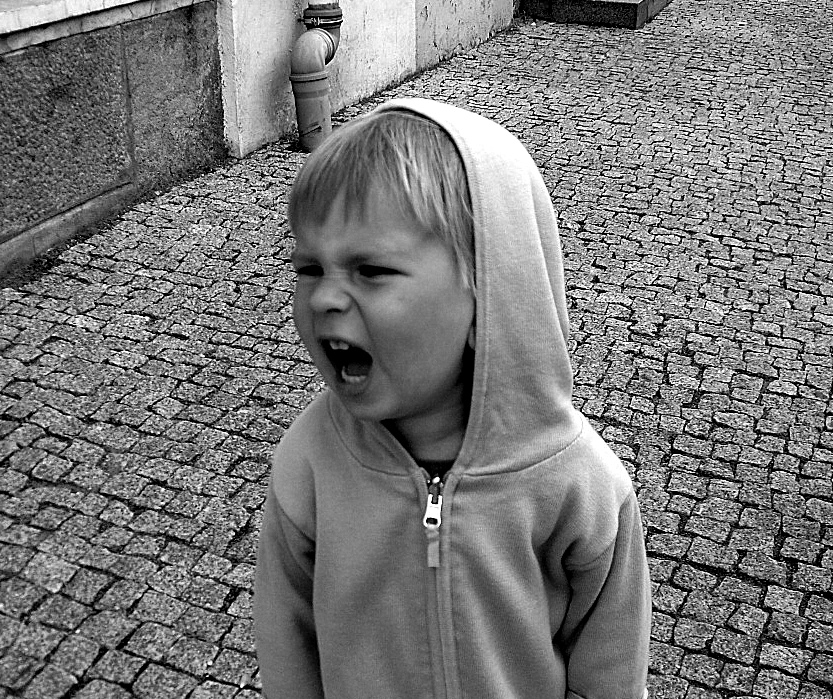
一个愤怒的男孩在尖叫

尖叫是動物發出的一种刺耳、响亮的叫声，任何有肺的動物都可以發出這樣的这样的聲音，其中就包括人类。尖叫通常是一种本能或反射行為，人們在感到恐惧、痛苦、烦恼、惊讶、喜悦、兴奋、愤怒等情況時會發出尖叫。